# Culex pseudoandreanus
Culex pseudoandreanus är en tvåvingeart som beskrevs av Bailly-chomara 1965. Culex pseudoandreanus ingår i släktet Culex och familjen stickmyggor.
Artens utbredningsområde är Kamerun. Inga underarter finns listade i Catalogue of Life.